# Михаил Досиу
Михаил Досиу (на гръцки: Μιχαήλ Δοσίου) е гръцки фармацевт, общественик и дарител, кмет на Лерин.

## Биография
Роден е в 1885 година.
След като Лерин попада в Гърция в 1912 година, Досиу е негов кмет в периода 1919 – 1920 година. Назначен е на 20 август 1919 година и е наследен в 1920 година от Йоан Сапунджиев.
Умира в 1974 година.
В Лерин е издигнат негов паметник заедно с художника Илияс Византис (1910 – 1980).